# Patinatge artístic als Jocs Olímpics d'Hivern de 1928 - Parelles
En els Jocs Olímpics d'Hivern de 1928 celebrats a Sankt Moritz (Suïssa) es realitzà una competició de patinatge artístic sobre gel en categoria mixta, que unida a la competició masculina i femenina conformà la totalitat del programa oficial del patinatge artístic als Jocs Olímpics d'hivern de 1928.
La competició se celebrà el dia 19 de febrer de 1928 a les instal·lacions de patinatge sobre gel de Sankt Moritz.

## Comitès participants

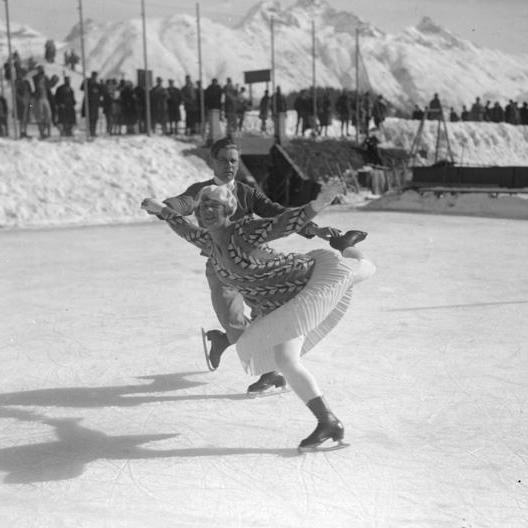
Lilly Scholz i Otto Kaiser durant el campionat.

Hi participaren un total de 26 patinadors de 10 comitès nacionals diferents.
| - Alemanya (2) - Àustria (4) - Bèlgica (2) - Canadà (2) - Estats Units (4) |  | - Finlàndia (2) - França (2) - Regne Unit (4) - Suïssa (2) - Txecoslovàquia (2) |

## Resum de medalles
| Prova    | Or                                | Argent                            | Bronze                                |
| Parelles | FrançaAndrée Joly · Pierre Brunet | ÀustriaLilly Scholz · Otto Kaiser | ÀustriaMelitta Brunner · Ludwig Wrede |

## Resultats
Els francesos Andrée Joly i Pierre Brunet es feren amb la medalla d'or després d'haver aconseguit la medalla de bronze en els anteriors Jocs.
| Lloc | Patinadors                                         | Punts | Marcador |
| ---- | -------------------------------------------------- | ----- | -------- |
| 1    | França · Andrée Joly - Pierre Brunet               | 14    | 100.50   |
| 2    | Àustria · Lilly Scholz - Otto Kaiser               | 17    | 99.25    |
| 3    | Àustria · Melitta Brunner - Ludwig Wrede           | 29    | 93.25    |
| 4    | Estats Units · Beatrix Loughran - Sherwin Badger   | 43    | 87.50    |
| 5    | Finlàndia · Ludowika Jakobsson - Walter Jakobsson  | 51    | 84.00    |
| 6    | Bèlgica · Josy Van Leberghe - Robert Van Zeebroeck | 54    | 83.00    |
| 7    | Regne Unit · Ethel Muckelt - Jack Page             | 61.5  | 79.00    |
| 8    | Alemanya · Ilse Kishauer - Ernst Gaste             | 63    | 75.75    |
| 9    | Estats Units · Theresa Blanchard - Nathaniel Niles | 79.5  | 69.00    |
| 10   | Canadà · Maude Smith - Jack Eastwood               | 95.5  | 67.25    |
| 11   | Suïssa · Elvira Barbey - Louis Barbey              | 97    | 64.75    |
| 12   | Txecoslovàquia · Libuše Veselá - Vojtěch Veselý    | 102   | 60.00    |
| 13   | Regne Unit · Kathleen Lovett - Proctor Burman      | 110.5 | 57.75    |